# Новая система химической философии
«Новая система химической философии» (англ. A New System of Chemical Philosophy) — двухтомный труд, опубликованный в 1808—1810-х годах, английским учёным Джоном Дальтоном, в котором он изложил свою теорию химической атомистики.
В этой работе Дальтон объединил атомистику и элементаризм в единое учение. Он ввёл фундаментальное понятие относительного атомного веса — первый количественный параметр, характеризующий атом.

## Содержание
Первая книга двухтомника Дальтона, посвящена теплу и его воздействию на окружающие предметы. Второй том, по большей части, состоит из изложения знаний автора о неорганических химических соединениях, в то время, как сама «Атомная теория» описывается Дальтоном лишь в его последней пятистраничной главе.

### Основные положения теории
1. Все вещества состоят из большого числа мельчайших атомов[1] («простых» или «сложных»).
2. Атомы одного вещества абсолютно одинаковые.
3. Атомы различных элементов различны и способны соединяться друг с другом в определённых соотношениях, образуя «сложные атомы».
4. В ходе химических процессов «простые атомы» не изменяются, а только перегруппировываются, образуя другие «сложные атомы».
5. Простые атомы неделимы и неизменны.
6. Главной характеристикой атомов является их вес (масса).

Также в этой работе Дальтон разделил все вещества в зависимости от числа атомов в молекуле на двойные, тройные, четверные и т. д.